# 스잔
《스잔》(Suzanne)은 캐나다에서 제작된 로빈 스프라이 감독의 1980년 드라마 영화이다. 제니퍼 데일 등이 주연으로 출연하였다.

## 출연

### 주연
- 제니퍼 데일
- 가브리엘 아르깡
- 윈스턴 리커트

### 조연
- 켄 포그
- 미쉘 로시그놀
- 지나 딕
- 마이클 아이언사이드
- 헬렌 휴즈
- 피에르 퀴르지

## 기타
- 원작자: 로널드 서덜랜드
- 의상: 루이즈 조빈